# Pont-Scorff
 Pont-Scorff  (en bretón Pont-Skorf) es una población y comuna francesa, situada en la región de Bretaña, departamento de Morbihan, en el distrito de Lorient y cantón de Pont-Scorff.

## Demografía
| 1644 | 1704 | 1758 | 2295 | 2312 | 2623 |
| Para los censos de 1962 a 1999 la población legal corresponde a la población sin duplicidades (Fuente: INSEE [Consultar]) |      |      |      |      |      |